# 800 mètres féminin aux Jeux olympiques d'été de 2008 (athlétisme)
Navigation
Athènes 2004 Londres 2012
L'épreuve du 800 mètres féminin aux Jeux olympiques de 2008 a lieu les 15 pour les séries, 16 pour les demi-finales et 18 août 2008 pour la finale, dans le Stade national de Pékin.

## Records
Avant cette compétition, les records dans cette discipline étaient les suivants :
| Record du monde  | 1 min 53 s 28 | Jarmila Kratochvilova | Tchécoslovaquie  | 26 juillet 1983 | Munich |
| Record olympique | 1 min 53 s 43 | Nadezhda Olizarenko   | Union soviétique | 27 juillet 1980 | Moscou |

## Médaillées
| Or            | Argent           | Bronze         |
| Pamela Jelimo | Janeth Jepkosgei | Hasna Benhassi |

## Résultats

### Finale (18 août)
| Rang | Pays       | Athlète            | Temps               |
| ---- | ---------- | ------------------ | ------------------- |
| 1    | Kenya      | Pamela Jelimo      | 1 min 54 s 87 (RAf) |
| 2    | Kenya      | Janeth Jepkosgei   | 1 min 56 s 07 (SB)  |
| 3    | Maroc      | Hasna Benhassi     | 1 min 56 s 73 (SB)  |
| 4    | Russie     | Svetlana Klyuka    | 1 min 56 s 94       |
| 5    | Mozambique | Maria Mutola       | 1 min 57 s 68 (SB)  |
| 6    | Jamaïque   | Kenia Sinclair     | 1 min 58 s 24 (SB)  |
| 7    | Ukraine    | Yuliya Krevsun     | 1 min 58 s 73       |
| 8    | Russie     | Tatyana Andrianova | 2 min 02 s 63       |

### Demi-finales (16 août)
| Rang | Pays        | Athlète            | Temps         |
| ---- | ----------- | ------------------ | ------------- |
| 1    | Russie      | Svetlana Klyuka    | 1 min 58 s 31 |
| 2    | Mozambique  | Maria Mutola       | 1 min 58 s 61 |
| 3    | Slovaquie   | Lucia Klocová      | 1 min 58 s 80 |
| 4    | Ukraine     | Tetyana Petlyuk    | 1 min 59 s 27 |
| 5    | Colombie    | Rosibel Garcia     | 1 min 59 s 38 |
| 6    | Royaume-Uni | Marilyn Okoro      | 1 min 59 s 53 |
| 7    | Slovénie    | Brigita Langerholc | 2 min 00 s 00 |
| 8    | Australie   | Tamsyn Lewis       | 2 min 01 s 41 |

| Rang | Pays        | Athlète               | Temps         |
| ---- | ----------- | --------------------- | ------------- |
| 1    | Kenya       | Pamela Jelimo         | 1 min 57 s 31 |
| 2    | Maroc       | Hasna Benhassi        | 1 min 58 s 03 |
| 3    | Russie      | Ekaterina Kostetskaya | 1 min 58 s 33 |
| 4    | Cuba        | Zulia Calatayud       | 1 min 58 s 78 |
| 5    | Pologne     | Anna Rostkowska       | 1 min 58 s 84 |
| 6    | Royaume-Uni | Jennifer Meadows      | 1 min 59 s 43 |
| 7    | Lituanie    | Egle Balciunaite      | 2 min 02 s 59 |
| 8    | Biélorussie | Svetlana Usovich      | 2 min 02 s 79 |

| Rang | Pays     | Athlète               | Temps         |
| ---- | -------- | --------------------- | ------------- |
| 1    | Kenya    | Janeth Jepkosgei      | 1 min 57 s 28 |
| 2    | Ukraine  | Yuliya Krevsun        | 1 min 57 s 32 |
| 3    | Russie   | Tatyana Andrianova    | 1 min 58 s 16 |
| 4    | Jamaïque | Kenia Sinclair        | 1 min 58 s 28 |
| 5    | Italie   | Elisa Cusma           | 1 min 59 s 52 |
| 6    | Moldavie | Olga Cristea          | 2 min 00 s 12 |
| 7    | Grenade  | Neisha Bernard-Thomas | 2 min 01 s 84 |
| 8    | France   | Elodie Guegan         | Abandon       |

### Séries (15 août)
42 athlètes étaient inscrites, elles ont couru dans six séries éliminatoires. Les trois premières de chaque série et les six athlètes avec les meilleures temps suivants se sont qualifiées pour les demi-finales.
| Rang | Pays        | Athlète           | Temps              |
| ---- | ----------- | ----------------- | ------------------ |
| 1    | Russie      | Svetlana Klyuka   | 2 min 01 s 67 Q    |
| 2    | Colombie    | Rosibel García    | 2 min 01 s 98 Q    |
| 3    | Pologne     | Anna Rostkowska   | 2 min 02 s 11 Q    |
| 4    | Royaume-Uni | Jemma Simpson     | 2 min 02 s 16      |
| 5    | Namibie     | Agnes Samaria     | 2 min 02 s 18      |
| 6    | Australie   | Madeleine Pape    | 2 min 03 s 09      |
| 7    | Jordanie    | Bara'ah Awadallah | 2 min 18 s 41 (SB) |

| Rang | Pays         | Athlète            | Temps                |
| ---- | ------------ | ------------------ | -------------------- |
| 1    | Ukraine      | Yuliya Krevsun     | 2 min 00 s 21 Q      |
| 2    | Russie       | Tatyana Andrianova | 2 min 00 s 31 Q      |
| 3    | Royaume-Uni  | Jennifer Meadows   | 2 min 00 s 33 Q      |
| 4    | Biélorussie  | Sviatlana Usovich  | 2 min 00 s 42 q (SB) |
| 5    | Guyana       | Marian Burnett     | 2 min 02 s 02        |
| 6    | États-Unis   | Alice Schmidt      | 2 min 02 s 33        |
| 7    | Îles Salomon | Haley Nemra        | 2 min 18 s 83        |

| Rang | Pays     | Athlète         | Temps              |
| ---- | -------- | --------------- | ------------------ |
| 1    | Kenya    | Pamela Jelimo   | 2 min 03 s 18 Q    |
| 2    | Jamaïque | Kenia Sinclair  | 2 min 03 s 76 Q    |
| 3    | France   | Élodie Guégan   | 2 min 03 s 85 Q    |
| 4    | Turquie  | Merve Aydin     | 2 min 04 s 75      |
| 5    | Maurice  | Anabelle Lascar | 2 min 06 s 11 (PB) |
| 6    | Croatie  | Vanja Perišic   | 2 min 06 s 82      |
| 6    | Uruguay  | Marcela Britos  | 2 min 08 s 98      |

| Rang | Pays               | Athlète               | Temps                |
| ---- | ------------------ | --------------------- | -------------------- |
| 1    | Mozambique         | Maria Mutola          | 1 min 58 s 91 Q (SB) |
| 2    | Royaume-Uni        | Marilyn Okoro         | 1 min 59 s 01 Q      |
| 3    | Slovaquie          | Lucia Klocová         | 1 min 59 s 42 Q      |
| 4    | Australie          | Tamsyn Lewis          | 1 min 59 s 67 q      |
| 5    | Grenade            | Neisha Bernard-Thomas | 2 min 00 s 09 q (RN) |
| 6    | Guinée équatoriale | Emilia Mikue Ondo     | 2 min 20 s 69        |
|      | États-Unis         | Nicole Teter          | ab.                  |

| Rang | Pays       | Athlète               | Temps                |
| ---- | ---------- | --------------------- | -------------------- |
| 1    | Cuba       | Zulia Calatayud       | 2 min 00 s 34 Q      |
| 2    | Maroc      | Hasna Benhassi        | 2 min 00 s 51 Q      |
| 3    | Russie     | Ekaterina Kostetskaya | 2 min 00 s 54 Q      |
| 4    | Moldavie   | Olga Cristea          | 2 min 00 s 59 q (PB) |
| 5    | États-Unis | Hazel Clark           | 2 min 01 s 59        |
| 6    | Roumanie   | Mihaela Neacsu        | 2 min 03 s 03        |
| 7    | Maldives   | Aishath Reesha        | 2 min 30 s 14 (PB)   |

| Rang | Pays                      | Athlète              | Temps                |
| ---- | ------------------------- | -------------------- | -------------------- |
| 1    | Kenya                     | Janeth Jepkosgei     | 1 min 59 s 72 Q      |
| 2    | Ukraine                   | Tetiana Petlyuk      | 2 min 00 s 00 Q      |
| 3    | Slovénie                  | Brigita Langerholc   | 2 min 00 s 13 Q      |
| 4    | Lituanie                  | Egle Balciünaité     | 2 min 00 s 15 q (PB) |
| 5    | Italie                    | Elisa Cusma Piccione | 2 min 00 s 24 q      |
| 6    | Portugal                  | Carmo Tavares        | 2 min 01 s 91        |
|      | République centrafricaine | Mireille Derebona    | disq.                |